# Diskografie Tove Lo
Toto je seznam vydané diskografie švédské zpěvačky Tove Lo.

## Alba

### Studiová alba
| Název                                                                                   | Detaily o albu                                                  | Umístění v hitparádách | Umístění v hitparádách | Umístění v hitparádách | Umístění v hitparádách | Umístění v hitparádách | Umístění v hitparádách | Umístění v hitparádách | Umístění v hitparádách | Umístění v hitparádách | Umístění v hitparádách | Prodeje       | Certifikace                                  |
| Název                                                                                   | Detaily o albu                                                  | SWE                    | AUS                    | BEL (FL)               | CAN                    | FIN                    | IRE                    | NOR                    | NZ                     | UK                     | US                     | Prodeje       | Certifikace                                  |
| --------------------------------------------------------------------------------------- | --------------------------------------------------------------- | ---------------------- | ---------------------- | ---------------------- | ---------------------- | ---------------------- | ---------------------- | ---------------------- | ---------------------- | ---------------------- | ---------------------- | ------------- | -------------------------------------------- |
| Queen of the Clouds                                                                     | - Vydáno: 24. září 2014 - Vydavatelství: Island                 | 6                      | 47                     | 65                     | 17                     | 33                     | 43                     | 10                     | 22                     | 17                     | 14                     | - US: 190,000 | - GLF: Platinum - BPI: Gold - RIAA: Platinum |
| Lady Wood                                                                               | - Vydáno: 28. října 2016 - Vydavatelství: Island                | 1                      | 21                     | 45                     | 14                     | 20                     | 32                     | 7                      | 16                     | 40                     | 11                     |               |                                              |
| Blue Lips                                                                               | - Vydáno: 17. listopadu 2017 - Vydavatelství: Island            | 15                     | —                      | —                      | 78                     | —                      | —                      | 39                     | —                      | —                      | 138                    |               |                                              |
| Sunshine Kitty                                                                          | - Vydáno: 20. září 2019 - Vydavatelství: Island                 | 19                     | 54                     | 75                     | 49                     | 20                     | 57                     | 22                     | —                      | 59                     | 61                     |               |                                              |
| Dirt Femme                                                                              | - Vydáno: 14. října 2022 - Vydavatelství: Pretty Swede, mtheory | 11                     | —                      | 86                     | —                      | 34                     | 95                     | 11                     | —                      | —                      | 153                    |               |                                              |
| "—" značí, že se nahrávka neumístila v hitparádách nebo v tomto území ani nebyla vydána |                                                                 |                        |                        |                        |                        |                        |                        |                        |                        |                        |                        |               |                                              |

### Znovuvydaná alba
| Název                                  | Detaily                                                         |
| -------------------------------------- | --------------------------------------------------------------- |
| Queen of the Clouds: Blueprint Edition | - Vydáno: 30. října 2015 - Vydavatelství: Universal Music       |
| Sunshine Kitty (Paw Prints Edition)    | - Vydáno: 22. května 2020 - Vydavatelství: Island               |
| Dirt Femme (Extended Cut)              | - Vydáno: 11. srpna 2023 - Vydavatelství: Pretty Swede, mtheory |
| Queen of the Clouds: X                 | - Vydáno: 27. září 2024 - Vydavatelství: Universal Music        |

### Kompilační alba
| Název                 | Detaily                                                               |
| --------------------- | --------------------------------------------------------------------- |
| Lady Wood / Blue Lips | - Vydáno: 17. prosince 2018 - Vydavatelství: Universal Music, Polydor |

## Extended play
| Název                 | Detaily                                                 | Umístění v hitparádách | Umístění v hitparádách | Umístění v hitparádách | Umístění v hitparádách | Umístění v hitparádách |
| Název                 | Detaily                                                 | SWE                    | AUS                    | FIN                    | NOR                    | US Dance               |
| --------------------- | ------------------------------------------------------- | ---------------------- | ---------------------- | ---------------------- | ---------------------- | ---------------------- |
| Truth Serum           | - Vydáno: 3. března 2014 - Vydavatelství: Universal     | 13                     | 99                     | 30                     | 8                      | —                      |
| Dirt Femme (Stripped) | - Vydáno: 5. května 2023 - Vydavatelství: Pretty Swede  | —                      | —                      | —                      | —                      | —                      |
| Heat (s SG Lewis)     | - Vydáno: 14. června 2024 - Vydavatelství: Pretty Swede | —                      | —                      | —                      | —                      | 15                     |

## Singly

### Jako hlavní umělkyně
| Název                                                                                   | Rok  | Umístění v hitparádách | Umístění v hitparádách | Umístění v hitparádách | Umístění v hitparádách | Umístění v hitparádách | Umístění v hitparádách | Umístění v hitparádách | Umístění v hitparádách | Umístění v hitparádách | Umístění v hitparádách | Certifikace                                                                                                | Album                             |
| Název                                                                                   | Rok  | SWE                    | AUS                    | BEL (FL)               | CAN                    | DEN                    | GER                    | NLD                    | NZ                     | UK                     | US                     | Certifikace                                                                                                | Album                             |
| --------------------------------------------------------------------------------------- | ---- | ---------------------- | ---------------------- | ---------------------- | ---------------------- | ---------------------- | ---------------------- | ---------------------- | ---------------------- | ---------------------- | ---------------------- | --- | --------------------------------- |
| "Love Ballad"                                                                           | 2012 | —                      | —                      | —                      | —                      | —                      | —                      | —                      | —                      | —                      | —                      | | Truth Serum a Queen of the Clouds |
| "Habits"                                                                                | 2013 | —                      | —                      | —                      | —                      | —                      | —                      | —                      | —                      | —                      | —                      | - BPI: Gold                                                                                                | Truth Serum a Queen of the Clouds |
| "Out of Mind"                                                                           | 2013 | —                      | —                      | —                      | —                      | —                      | —                      | —                      | —                      | —                      | —                      | | Truth Serum a Queen of the Clouds |
| "Habits (Stay High)"                                                                    | 2013 | —                      | —                      | —                      | 3                      | 3                      | 14                     | —                      | —                      | —                      | 3                      | - BPI: Silver - BVMI: 3× Gold - IFPI DEN: Platinum - MC: 2× Platinum - RIAA: 8× Platinum                   | Truth Serum a Queen of the Clouds |
| "Stay High" (feat. Hippie Sabotage)                                                     | 2013 | 13                     | 3                      | 3                      | —                      | —                      | —                      | 2                      | 3                      | 6                      | —                      | - GLF: 3× Platinum - ARIA: 2× Platinum - BEA: Gold - BPI: Platinum - IFPI DEN: Gold - RMNZ: 6× Platinum    | Truth Serum a Queen of the Clouds |
| "Not on Drugs"                                                                          | 2014 | —                      | —                      | —                      | —                      | —                      | —                      | —                      | —                      | —                      | —                      | | Truth Serum a Queen of the Clouds |
| "Talking Body"                                                                          | 2015 | 16                     | 95                     | —                      | 14                     | 26                     | 100                    | 74                     | —                      | 17                     | 12                     | - BPI: Platinum - BVMI: Gold - IFPI DEN: Platinum - RIAA: 5× Platinum - RMNZ: 2× Platinum                  | Queen of the Clouds               |
| "Timebomb"                                                                              | 2015 | —                      | —                      | —                      | —                      | —                      | —                      | —                      | —                      | —                      | —                      | | Queen of the Clouds               |
| "Moments"                                                                               | 2015 | —                      | —                      | —                      | —                      | —                      | —                      | —                      | —                      | —                      | —                      | | Queen of the Clouds               |
| "Scars"                                                                                 | 2016 | —                      | —                      | —                      | —                      | —                      | —                      | —                      | —                      | —                      | —                      | | Aliance                           |
| "Cool Girl"                                                                             | 2016 | 15                     | 30                     | —                      | 42                     | 26                     | 43                     | 44                     | 15                     | 46                     | 84                     | - GLF: Platinum - ARIA: Gold - BPI: Silver - BVMI: Gold - IFPI DEN: Gold - RIAA: Platinum - RMNZ: Platinum | Lady Wood                         |
| "True Disaster"                                                                         | 2016 | 56                     | —                      | —                      | —                      | —                      | —                      | —                      | —                      | —                      | —                      | | Lady Wood                         |
| "Disco Tits"                                                                            | 2017 | 55                     | —                      | —                      | —                      | —                      | —                      | —                      | —                      | —                      | —                      | | Blue Lips                         |
| "Bitches" (feat. Alma, Charli XCX, Elliphant, a Icona Pop)                              | 2018 | —                      | —                      | —                      | —                      | —                      | —                      | —                      | —                      | —                      | —                      | | Blue Lips                         |
| "Glad He's Gone"                                                                        | 2019 | 38                     | —                      | —                      | —                      | —                      | —                      | —                      | —                      | —                      | —                      | | Sunshine Kitty                    |
| "Bad as the Boys" (feat. Alma)                                                          | 2019 | —                      | —                      | —                      | —                      | —                      | —                      | —                      | —                      | —                      | —                      | | Sunshine Kitty                    |
| "Jacques" (s Jax Jones)                                                                 | 2019 | 61                     | —                      | —                      | —                      | —                      | —                      | —                      | —                      | 67                     | —                      | | Sunshine Kitty                    |
| "Really Don't Like U" (feat. Kylie Minogue)                                             | 2019 | —                      | —                      | —                      | —                      | —                      | —                      | —                      | —                      | —                      | —                      | | Sunshine Kitty                    |
| "Sweettalk My Heart"                                                                    | 2019 | 48                     | —                      | —                      | —                      | —                      | —                      | —                      | —                      | —                      | —                      | | Sunshine Kitty                    |
| "Bikini Porn"                                                                           | 2020 | 76                     | —                      | —                      | —                      | —                      | —                      | —                      | —                      | —                      | —                      | | Sunshine Kitty                    |
| "Calling on Me" (se Sean Paul)                                                          | 2020 | 97                     | —                      | —                      | —                      | —                      | —                      | —                      | —                      | —                      | —                      | | Scorcha                           |
| "I'm Coming" (nahráno ve Spotify Studios)                                               | 2020 | 12                     | —                      | —                      | —                      | —                      | —                      | —                      | —                      | —                      | —                      | | Sunshine Kitty                    |
| "Sadder Badder Cooler"                                                                  | 2020 | —                      | —                      | —                      | —                      | —                      | —                      | —                      | —                      | —                      | —                      | | Sunshine Kitty                    |
| "How Long"                                                                              | 2022 | 92                     | —                      | —                      | —                      | —                      | —                      | —                      | —                      | —                      | —                      | | Dirt Femme                        |
| "No One Dies from Love"                                                                 | 2022 | 26                     | —                      | —                      | —                      | —                      | —                      | —                      | —                      | —                      | —                      | | Dirt Femme                        |
| "2 Die 4"                                                                               | 2022 | 19                     | —                      | —                      | —                      | —                      | —                      | —                      | —                      | —                      | —                      | | Dirt Femme                        |
| "Grapefruit"                                                                            | 2022 | 33                     | —                      | —                      | —                      | —                      | —                      | —                      | —                      | —                      | —                      | | Dirt Femme                        |
| "Borderline"                                                                            | 2023 | 73                     | —                      | —                      | —                      | —                      | —                      | —                      | —                      | —                      | —                      | | Dirt Femme                        |
| "I Like U"                                                                              | 2023 | —                      | —                      | —                      | —                      | —                      | —                      | —                      | —                      | —                      | —                      | | Dirt Femme                        |
| "Elevator Eyes"                                                                         | 2023 | —                      | —                      | —                      | —                      | —                      | —                      | —                      | —                      | —                      | —                      | | Dirt Femme                        |
| "Love Bites" (s Nelly Furtado a SG Lewis)                                               | 2024 | —                      | —                      | —                      | —                      | —                      | —                      | —                      | —                      | —                      | —                      | | 7                                 |
| "Heat" (s SG Lewis)                                                                     | 2024 | 86                     | —                      | —                      | —                      | —                      | —                      | —                      | —                      | —                      | —                      | | Heat                              |
| "My Oh My" (s Kylie Minogue a Bebe Rexha)                                               | 2024 | —                      | —                      | —                      | —                      | —                      | —                      | —                      | —                      | 63                     | —                      | | Tension II                        |
| "Cave" (s Dom Dolla)                                                                    | 2024 | —                      | —                      | —                      | —                      | —                      | —                      | —                      | —                      | —                      | —                      | | Singl bez alb                     |
| "—" značí, že se nahrávka neumístila v hitparádách nebo v tomto území ani nebyla vydána |      |                        |                        |                        |                        |                        |                        |                        |                        |                        |                        | |                                   |

### Jako vedlejší umělkyně
| Název                                                                                   | Rok  | Umístění v hitparádách | Umístění v hitparádách | Umístění v hitparádách | Umístění v hitparádách | Umístění v hitparádách | Umístění v hitparádách | Umístění v hitparádách | Umístění v hitparádách | Umístění v hitparádách | Umístění v hitparádách | Certifikace | Album                       |
| Název                                                                                   | Rok  | SWE                    | AUS                    | BEL (FL)               | CAN                    | DEN                    | GER                    | NLD                    | NZ                     | UK                     | US                     | Certifikace | Album                       |
| --------------------------------------------------------------------------------------- | ---- | ---------------------- | ---------------------- | ---------------------- | ---------------------- | ---------------------- | ---------------------- | ---------------------- | ---------------------- | ---------------------- | ---------------------- | --- | --------------------------- |
| "Run on Love" (Lucas Nord feat. Tove Lo)                                                | 2013 | —                      | —                      | —                      | —                      | —                      | —                      | —                      | —                      | —                      | —                      | | Islands                     |
| "[Strangers" (Seven Lions s Myon & Shane 54 feat. Tove Lo)                              | 2013 | —                      | —                      | —                      | —                      | —                      | —                      | —                      | —                      | —                      | —                      | | Worlds Apart                |
| "Heroes (We Could Be)" (Alesso feat. Tove Lo)                                           | 2014 | 5                      | 11                     | 28                     | 51                     | 26                     | 71                     | 18                     | 15                     | 6                      | 31                     | - GLF: 3× Platinum - ARIA: Platinum - BPI: Platinum - BVMI: Gold - IFPI DEN: Platinum - MC: Gold - RIAA: Platinum - RMNZ: 2× Platinum | Forever                     |
| "Come Back to Me" (Urban Cone feat. Tove Lo)                                            | 2015 | —                      | —                      | —                      | —                      | —                      | —                      | —                      | —                      | —                      | —                      | | Polaroid Memories           |
| "Desire" (Years & Years feat. Tove Lo)                                                  | 2016 | 78                     | —                      | 22                     | —                      | —                      | —                      | —                      | —                      | 27                     | —                      | - RMNZ: Gold | Communion                   |
| "Close" (Nick Jonas feat. Tove Lo)                                                      | 2016 | 41                     | 37                     | 33                     | 12                     | 34                     | 61                     | 57                     | 11                     | 25                     | 14                     | - GLF: Gold - BEA: Gold - BPI: Gold - IFPI DEN: Gold - RIAA: Platinum - RMNZ: 2× Platinum                                             | Last Year Was Complicated   |
| "Say It" (Flume feat. Tove Lo)                                                          | 2016 | —                      | 5                      | 36                     | 61                     | —                      | —                      | —                      | 4                      | 69                     | 60                     | - ARIA: 3× Platinum - BPI: Gold - MC: Gold - RIAA: Gold - RMNZ: 4× Platinum                                                           | Skin                        |
| "Out of My Head" (Charli XCX feat. Tove Lo a Alma)                                      | 2017 | —                      | —                      | —                      | —                      | —                      | —                      | —                      | —                      | —                      | —                      | | Pop 2                       |
| "Colorblind" (Karma Fields feat. Tove Lo)                                               | 2018 | —                      | —                      | —                      | —                      | —                      | —                      | —                      | —                      | —                      | —                      | | Body Rush                   |
| "Blow That Smoke" (Major Lazer feat. Tove Lo)                                           | 2018 | 71                     | —                      | —                      | —                      | —                      | —                      | —                      | —                      | —                      | —                      | | Major Lazer Essentials      |
| "Heart Attack" (Phoebe Ryan feat. Tove Lo)                                              | 2018 | —                      | —                      | —                      | —                      | —                      | —                      | —                      | —                      | —                      | —                      | | NGX: Ten Years of Neon Gold |
| "Win Win" (Diplo feat. Tove Lo)                                                         | 2019 | —                      | —                      | —                      | —                      | —                      | —                      | —                      | —                      | —                      | —                      | | Higher Ground               |
| "Diva" (Aazar feat. Swae Lee a Tove Lo)                                                 | 2019 | —                      | —                      | —                      | —                      | —                      | —                      | —                      | —                      | —                      | —                      | | Singly bez alb              |
| "Don't Say Goodbye" (Alok a Ilkay Sencan feat. Tove Lo)                                 | 2020 | —                      | —                      | —                      | —                      | —                      | —                      | —                      | —                      | —                      | —                      | | Singly bez alb              |
| "Pressure" (Martin Garrix feat. Tove Lo)                                                | 2021 | 39                     | —                      | —                      | —                      | —                      | —                      | 55                     | —                      | —                      | —                      | | Singly bez alb              |
| "Give It All Up" (Duran Duran feat. Tove Lo)                                            | 2021 | —                      | —                      | —                      | —                      | —                      | —                      | —                      | —                      | —                      | —                      | | Future Past                 |
| "Venus Fly Trap" (Kito Remix) (Marina feat. Tove Lo a Kito)                             | 2021 | —                      | —                      | —                      | —                      | —                      | —                      | —                      | —                      | —                      | —                      | |                             |
| "I Keep" (Broods feat. Tove Lo)                                                         | 2022 | —                      | —                      | —                      | —                      | —                      | —                      | —                      | —                      | —                      | —                      | | Space Island                |
| "—" značí, že se nahrávka neumístila v hitparádách nebo v tomto území ani nebyla vydána |      |                        |                        |                        |                        |                        |                        |                        |                        |                        |                        | |                             |

### Promo singly
| Název                                                                                   | Rok  | Umistění v hitparádách | Umistění v hitparádách | Album                              |
| Název                                                                                   | Rok  | SWE                    | NZ Heat.               | Album                              |
| --------------------------------------------------------------------------------------- | ---- | ---------------------- | ---------------------- | ---------------------------------- |
| "Thousand Miles"                                                                        | 2014 | —                      | —                      | Queen of the Clouds                |
| "Got Love"                                                                              | 2014 | —                      | —                      | Queen of the Clouds                |
| "Influence" (feat. Wiz Khalifa)                                                         | 2016 | 78                     | 5                      | Lady Wood                          |
| "Vibes" (Tigertown Remix) (feat. Joe Janiak)                                            | 2017 | —                      | —                      | Promo singl bez alb                |
| "Are U Gonna Tell Her?" (Heavy Baile Remix) (feat. MC Zaac)                             | 2020 | —                      | —                      | Sunshine Kitty: Paw Prints Edition |
| "Mateo" (Pro Nest Audio Sessions)                                                       | 2020 | —                      | —                      | Promo singl bez alb                |
| "True Romance"                                                                          | 2022 | —                      | —                      | Dirt Femme                         |
| "I’m To Blame"                                                                          | 2022 | —                      | —                      | Dirt Femme                         |
| "Call On Me" (s SG Lewis)                                                               | 2022 | —                      | —                      | Dirt Femme                         |
| "—" značí, že se nahrávka neumístila v hitparádách nebo v tomto území ani nebyla vydána |      |                        |                        |                                    |

## Další umístěné písně
| Název                                                                                   | Rok  | Umístění v hitparádách | Umístění v hitparádách | Umístění v hitparádách | Umístění v hitparádách | Umístění v hitparádách | Album                   |
| Název                                                                                   | Rok  | SWE Heat.              | FRA                    | NLD                    | NZ Heat.               | US Dance               | Album                   |
| --------------------------------------------------------------------------------------- | ---- | ---------------------- | ---------------------- | ---------------------- | ---------------------- | ---------------------- | ----------------------- |
| "Fun" (Coldplay feat. Tove Lo)                                                          | 2015 | 10                     | 118                    | 86                     | —                      | —                      | A Head Full of Dreams   |
| "Freak of Nature" (Broods feat. Tove Lo)                                                | 2016 | —                      | —                      | —                      | 5                      | —                      | Conscious               |
| "Lies in the Dark"                                                                      | 2017 | 6                      | 147                    | —                      | —                      | —                      | Padesát odstínů temnoty |
| "Cycles"                                                                                | 2017 | 7                      | —                      | —                      | —                      | —                      | Blue Lips               |
| "Pineapple Slice" (s SG Lewis)                                                          | 2022 | —                      | —                      | —                      | —                      | 48                     | Dirt Femme              |
| "—" značí, že se nahrávka neumístila v hitparádách nebo v tomto území ani nebyla vydána |      |                        |                        |                        |                        |                        |                         |

## Spoluumělkyně
| Název                   | Rok  | Další umělec  | Album                             |
| ----------------------- | ---- | ------------- | --------------------------------- |
| "You Have to Let Me Go" | 2012 | Sonic Station | Sonic Station                     |
| "Scream My Name"        | 2014 | žádné         | Hunger Games: Síla vzdoru 1. část |
| "Rumors"                | 2015 | Adam Lambert  | The Original High                 |
| "Fun"                   | 2015 | Coldplay      | A Head Full of Dreams             |
| "Freak of Nature"       | 2016 | Broods        | Conscious                         |
| "Lies in the Dark"      | 2017 | žádné         | Padesát odstínů temnoty           |
| "Worst Behaviour"       | 2020 | Alma          | Have U Seen Her?                  |
| "Buz Buz Hop Hop"       | 2020 | žádné         | At Home with The Kids             |
| "I Keep"                | 2022 | Broods        | Space Island                      |

## Videoklipy
| Název                                                     | Rok                  | Typ                  | Režisér                                                                              | Reference            |
| Jako hlavní umělkyně                                      | Jako hlavní umělkyně | Jako hlavní umělkyně | Jako hlavní umělkyně                                                                 | Jako hlavní umělkyně |
| --------------------------------------------------------- | -------------------- | -------------------- | ------------------------------------------------------------------------------------ | -------------------- |
| "Love Ballad"                                             | 2012                 | oficiální            | Motellet                                                                             | [ 89 ]               |
| "Habits"                                                  | 2013                 | oficiální            | Motellet                                                                             | [ 90 ]               |
| "Out of Mind"                                             | 2013                 | oficiální            | Andreas Öhman                                                                        | [ 91 ]               |
| "Habits (Stay High)"                                      | 2014                 | oficiální            | Motellet                                                                             | [ 92 ]               |
| "Stay High"                                               | 2014                 | oficiální            | Motellet                                                                             | [ 93 ]               |
| "Not on Drugs"                                            | 2014                 | oficiální            | Rikkard Häggbom                                                                      | [ 94 ]               |
| "Over"                                                    | 2014                 | oficiální            | John Rankin Waddell                                                                  | [ 95 ]               |
| "Talking Body"                                            | 2015                 | textové              | neznámé                                                                              | [ 96 ]               |
| "Talking Body"                                            | 2015                 | oficiální            | Andreas Weman a Johan Lydén                                                          | [ 97 ]               |
| "Timebomb"                                                | 2015                 | oficiální            | Emil Nava                                                                            | [ 98 ]               |
| "Timebomb"                                                | 2015                 | textové              | neznámé                                                                              | [ 96 ]               |
| "Moments"                                                 | 2015                 | oficiální            | Tim Erem                                                                             | [ 99 ]               |
| "Cool Girl"                                               | 2016                 | oficiální            | Tim Erem                                                                             | [ 100 ]              |
| Fairy Dust                                                | 2016                 | krátký film          | Tim Erem                                                                             | [ 101 ]              |
| "True Disaster"                                           | 2016                 | oficiální            | Tim Erem                                                                             | [ 102 ]              |
| Fire Fade                                                 | 2017                 | krátký film          | Tim Erem                                                                             | [ 103 ]              |
| "Disco Tits"                                              | 2017                 | oficiální            | Tim Erem                                                                             | [ 104 ]              |
| "Bitches" (feat. Charli XCX, Icona Pop, Elliphant a Alma) | 2018                 | oficiální            | Lucia Aniello                                                                        | [ 105 ]              |
| Blue Lips                                                 | 2018                 | krátký film          | Malia James                                                                          | [ 106 ]              |
| "Cycles"                                                  | 2018                 | oficiální            | Malia James                                                                          | [ 107 ]              |
| "Glad He's Gone"                                          | 2019                 | oficiální            | Vania Heymann a Gal Muggia                                                           | [ 108 ]              |
| "Bad as the Boys" (feat. Alma)                            | 2019                 | textové              | Garrett Guidera, Natalia Kallio, Anna Miettinen, Charlie Twaddle a Natalie Ziering   | [ 109 ]              |
| "Jacques" (s Jax Jones)                                   | 2019                 | oficiální            | Glassface                                                                            | [ 110 ]              |
| "Really Don't Like U" (feat. Kylie Minogue)               | 2019                 | textové              | Natalie O'Moore and Thomas English                                                   | [ 111 ]              |
| "Sweettalk My Heart"                                      | 2019                 | oficiální            | Bradley & Pablo                                                                      | [ 112 ]              |
| "Sweettalk My Heart"                                      | 2019                 | textové              | Garrett Guidera, Moni Haworth a Natalie Ziering                                      | [ 113 ] [ 114 ]      |
| "Are U Gonna Tell Her?" (feat. MC Zaac)                   | 2019                 | textové              | Natalie O'Moore a João Salvatore                                                     | [ 115 ] [ 116 ]      |
| "Are U Gonna Tell Her?" (feat. MC Zaac)                   | 2020                 | oficiální            | Alaska                                                                               | [ 117 ]              |
| "Equally Lost"                                            | 2020                 | textové              | Garrett Guidera                                                                      | [ 118 ]              |
| "Sadder Badder Cooler"                                    | 2020                 | oficiální            | Venturia Animation Studios                                                           | [ 119 ]              |
| "Anywhere U Go"                                           | 2020                 | koncertní            | Natalie O'Moore, Garrett Guidera, Jay Sprogell, Luke Orlando, Alice Plati Additional | [ 120 ]              |
| "Mateo"                                                   | 2020                 | textové              | Natalie O'Moore a Garrett Guidera                                                    | [ 121 ]              |
| "Bikini Porn"                                             | 2020                 | oficiální            | Moni Haworth                                                                         | [ 122 ] [ 123 ]      |
| "I'm Coming"                                              | 2020                 | textové              | Thibaut Duverneix                                                                    | [ 124 ] [ 125 ]      |
| "How Long"                                                | 2022                 | oficiální            | KENTEN                                                                               | [ 126 ]              |
| "No One Dies From Love"                                   | 2022                 | oficiální            | Alaska                                                                               | [ 127 ]              |
| "True Romance"                                            | 2022                 | oficiální            | Kenny Laubbacher                                                                     | [ 128 ]              |
| "2 Die 4"                                                 | 2022                 | oficiální            | Anna-Lisa Himma                                                                      | [ 129 ]              |
| "Grapefruit"                                              | 2022                 | oficiální            | Lisette Donkersloot                                                                  | [ 130 ]              |
| "Suburbia"                                                | 2022                 | oficiální            | Kenny Laubbacher                                                                     | [ 131 ]              |
| "My Oh My" (s Kylie Minogue a Bebe Rexha)                 | 2024                 | oficiální            | Charlie Di Placido                                                                   | [ 132 ]              |
| Jako vedlejší umělkyně                                    |                      |                      |                                                                                      |                      |
| "Run on Love" (s Lucas Nord)                              | 2013                 | oficiální            | Motellet                                                                             | [ 133 ]              |
| "Heroes (We Could Be)" (s Alesso)                         | 2014                 | oficiální            | Emil Nava                                                                            | [ 134 ]              |
| "Close" (s Nick Jonas)                                    | 2016                 | oficiální            | Tim Erem                                                                             | [ 135 ]              |
| "Blow That Smoke" (s Major Lazer)                         | 2018                 | oficiální            | DAD                                                                                  | [ 136 ]              |
| "Diva" (s Aazar, Swae Lee)                                | 2019                 | oficiální            | Original Kids                                                                        | [ 137 ] [ 138 ]      |
| "Calling On Me" (se Sean Paul)                            | 2020                 | oficiální            | Andy Hines                                                                           | [ 139 ] [ 140 ]      |
| "Don't Say Goodbye" (s Alok a Ilkay Sencan)               | 2020                 | textové              | Garrett Guidera                                                                      | [ 141 ]              |